# Ванга білоголова
Ванга білоголова (Artamella viridis) — вид горобцеподібних птахів родини вангових (Vangidae). 

## Поширення
Ендемік Мадагаскару. Його природними середовищами проживання є субтропічні або тропічні сухі ліси, субтропічні або тропічні вологі низинні ліси, субтропічні або тропічні хмарні ліси.